# Luigi Giordani
Luigi Giordani (Santa Maria Codifiume, 13 ottobre 1822 – Ferrara, 21 aprile 1893) è stato un cardinale e arcivescovo cattolico italiano.

## Biografia
Nacque a Santa Maria Codifiume il 13 ottobre 1822.
Mons.Giordani fu delegato apostolico di Velletri in questa veste trattò con il fuori legge Cencio Vendetta che nella notte tra il 1 e il 2 aprile 1858 osò rubare dalla Cattedrale l'immagine della Madonna delle Grazie e per la restituzione della quale chiese la grazia per sé, per il fratello Antonio e una pensione di 10 scudi al mese. Dopo una rivoluzione popolare la Madonna tornò in Cattedrale e il Vendetta giustiziato in Piazza del Trivio a Velletri da mastro Titta il 29 ottobre 1859
Il 6 marzo 1871 fu nominato vescovo ausiliare di Ferrara ed anche vescovo titolare di Filadelfia di Arabia.
Papa Leone XIII lo elevò al rango di cardinale nel concistoro del 14 marzo 1887. Il 22 giugno 1877, dopo la morte del cardinale, divenne arcivescovo di Ferrara.
Morì il 21 aprile 1893 all'età di 70 anni.

## Genealogia episcopale e successione apostolica
La genealogia episcopale è:
- Cardinale Scipione Rebiba
- Cardinale Giulio Antonio Santori
- Cardinale Girolamo Bernerio, O.P.
- Arcivescovo Galeazzo Sanvitale
- Cardinale Ludovico Ludovisi
- Cardinale Luigi Caetani
- Cardinale Ulderico Carpegna
- Cardinale Paluzzo Paluzzi Altieri degli Albertoni
- Papa Benedetto XIII
- Papa Benedetto XIV
- Cardinale Enrico Enriquez
- Arcivescovo Manuel Quintano Bonifaz
- Cardinale Buenaventura Córdoba Espinosa de la Cerda
- Cardinale Giuseppe Maria Doria Pamphilj
- Papa Pio VIII
- Papa Pio IX
- Cardinale Luigi Vannicelli Casoni
- Cardinale Luigi Giordani

La successione apostolica è:
- Arcivescovo Domenico Fegatelli (1888)